# NGC 4207
NGC 4207是一个位于室女座的螺旋星系，距离地球5000万光年，1865年3月23日由海因里希·路易·达雷发现，属于室女座星系團。